# Alnitak
Alnitak ili Zeta Orionis (ζ Ori) je zvezda u sazvežđu Orion. Deo je Orionovog pojasa zajedno sa još dve zvezde: Alnilam i Mintaka. Alnitak je zapravo višestruka zvezda i sastoji se iz tri komponente: plavog džina i njegova dva pratioca, koji su isto plavi džinovi.

## Ime
Alnitak potiče iz arapskog jezika iz reči النطاق (izgovara se an-niṭāk). Naziva se i Al Nitak ili Alnitah u zavisnosti od prevoda. u zavisnosti od Zemlje, Alnitak dobija drugačije narodne nazive. U Meksiku Alnitak je poznat i kao Haamoja što u prevodu obeležava životnju koja ima rogove. U hrišćanskoj mitologiji Alnitak je predstavljao mudraca.

## Sistem
Alnitak je trojna zvezda koja se sastoji od Alnitaka A (koji je sam po sebi binarna zvezda) i Alnitaka B. Alnitak A se sastoji iz Alnitaka Aa i Alnitaka Ab. Prva Aa komponenta je apsolutne magnitude -6.0, spektralne klase O i najsjajnija je u celom Alnitak sistemu. Apsolutna magnituda joj je +2.0. Komponenta Ab je dosta bleđa sa vizuelnog magnitudom od +4.0. Apsolutna magnituda joj je -3.9. i spada u spektralnu klasu B. U sistemu viđena je još jedna zvezda, Alnitak C, mada nije potvrđeno da se nalazi u sistemu. Moguće je da se samo nalazi u istoj liniji kao i ostale zvezde u sistemu.